# Hlebine
Hlebine est un village et une municipalité située dans le comitat de Koprivnica-Križevci, en Croatie.
Au recensement de 2001, la municipalité comptait 1 470 habitants, dont 99,66 % de Croates et le village seul comptait 1 291 habitants.

## Localités
La municipalité de Hlebine compte 2 localités : Gabajeva Greda (hr) et Hlebine.

## Musée d'art naïf de Hlebine

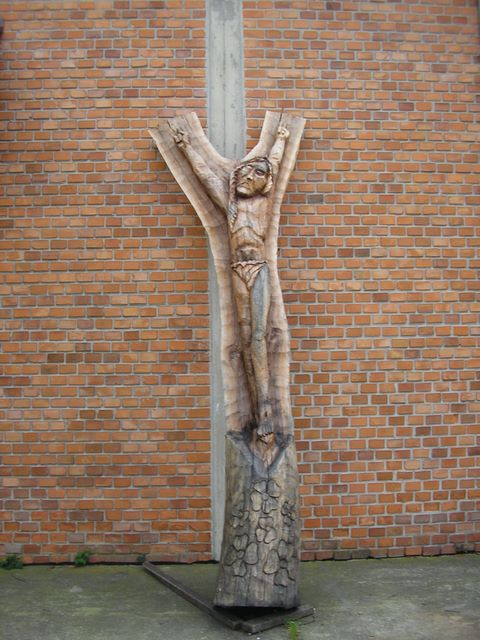
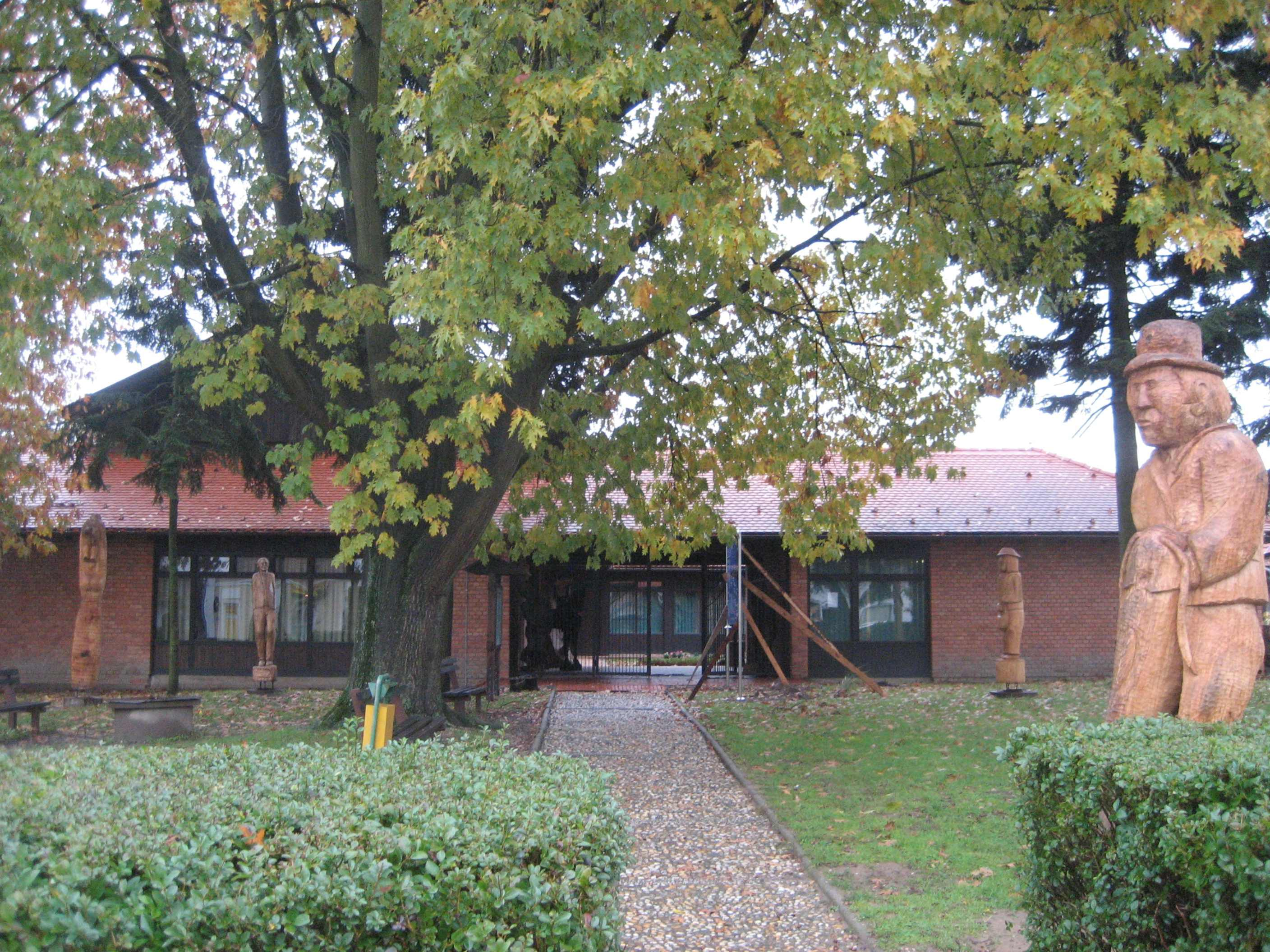